# A.S.D. Martina Calcio 1947
ASD Martina Calcio 1947, trước đây là AS Martina Franca 1947 và AC Martina, thường được gọi đơn giản là Martina Franca hoặc chỉ Martina, là một câu lạc bộ bóng đá Ý, có trụ sở tại Martina Franca, Apulia. Câu lạc bộ được thành lập lại vào năm 2008 với tên ASD Martina Franca 1947 và một lần nữa năm 2016 với tên ASD Martina Calcio 1947.

## Lịch sử
Câu lạc bộ được thành lập vào năm 1947.
Martina đã chơi ở Serie C1 bảng B trong mùa giải 2007-08, xếp cuối cùng, và do đó trực tiếp xuống hạng Lega Pro Seconda Divisione (ex-Serie C2).
Câu lạc bộ cần những người ủng hộ tài chính mới, nhưng với việc xuống hạng giải bóng đá chuyên nghiệp hạng tư của Ý, không có nhà đầu tư nào được tìm thấy và câu lạc bộ đã quyết định rút khỏi mùa giải 2008-09. Tất cả cầu thủ đã được giải phóng hợp đồng.

### Tái lập năm 2008
Đồng thời với sự giải thể của AC Martina, một câu lạc bộ kế thừa, ASD Martina Franca được thành lập trong cùng một mùa chuyển nhượng. Đội đã được thừa nhận trong Prima Cargetoria Apulia. Câu lạc bộ đã kết thúc với tư cách là á quân trong năm 2008-09 Prima Cargetoria Apulia và thăng hạng Promozione Apulia.
Promozione Apulia 2009–10, CLB đã giành chiến thắng trong trận play-off Promozione Apulia và thăng hạng 2010–11 Eccellenza Apulia. Công ty Ostuni Sports, chiến binh ở Serie D, Martina đề xuất trao đổi các danh hiệu thể thao cho phép thăng hạng gấp đôi, nhưng sau lần đầu tiên quan tâm đến công ty, họ đã quyết định từ bỏ và sau đó tham gia vào Eccellenza Apulia.
Trong mùa giải 2010-11, sau một trận chiến dài với Cerignola chỉ kết thúc trong hiệp phụ của trận đấu thăng hạng, Martina cuối cùng đã được thăng hạng lên 2011-12 Serie D.
Trong mùa giải Serie D 2011-12, Martina Franca được thăng hạng Lega Pro Seconda Divisione. Điều này đánh dấu sự trở lại của Martina trong bóng đá chuyên nghiệp với 4 lần thăng hạng trong 4 năm.
Martina đã xuống hạng trở lại Serie D sau khi kết thúc 2013*14 Lega Pro Seconda Divisione ở vị trí thứ mười ba, chỉ được nhận trở lại 2014-15 Lega Pro sau khi được chọn để lấp chỗ trống giải đấu.
Năm 2016, câu lạc bộ đã không đăng ký vào giải đấu chuyên nghiệp, do đó tất cả các cầu thủ đã được giải phóng hợp đồng.

### Tái lập năm 2016
Một câu lạc bộ kế thừa, ASD Martina Calcio 1947, đã được nhận vào Prima Cargetoria Apulia vào ngày 8 tháng 9 năm 2016.

## Màu sắc và huy hiệu
Màu sắc của đội là xanh và trắng.    